# Sutra do Lótus
O Sutra do lótus ou Sutra do lótus branco do darma sublime (em sânscrito, Saddharnapuṇḍaríka; em chinês, Miàofǎliánhuájīng 妙法蓮華經; em japonês, Myoho Rengue Kyo 妙法蓮華經) é um dos sutras mais populares e influentes do budismo mahaiana. É considerado, por muitas Religiões budistas, como o ápice dos ensinamentos de Sidarta Gautama ou Sakyamuni. Faz parte do cânone do Zen (禅) e é o fundamento das escolas japonesas Tendai (天台) e Nitiren (日蓮).

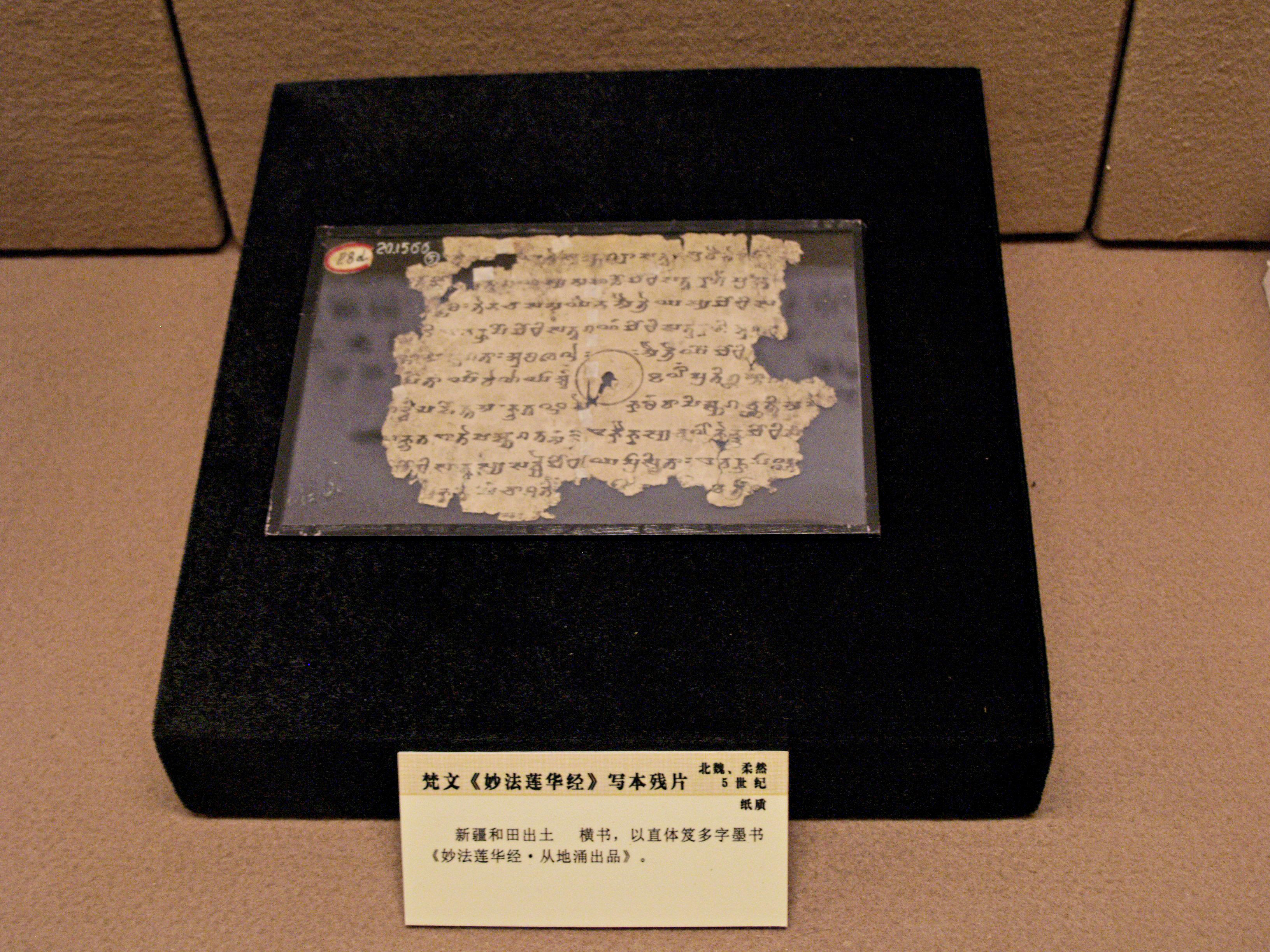
Fragmento de uma versão em sânscrito do Sutra do Lótus, do século V, encontrada em Hotan, em Xinjiang, na República Popular da China

## Traduções
O Sutra do Lótus foi traduzido para o chinês por várias pessoas. Dessas traduções, a considerada mais precisa é uma versão de sete rolos com 28 capítulos escrita por Kumarajiva no ano de 406. Foi traduzido para a língua portuguesa por João Rodrigues, entre outros. O título chinês costuma ser abreviado para 法華經, lido como Fǎhuā Jīng em chinês ou Hokkekyo em japonês.

## Interpretações pelas escolas budistas
Para a tradição fundada e nomeada por Nitiren (日蓮) (1222-1282), o Sutra do Lótus seria a própria corporificação do darma. Essa interpretação pode ser depreendida do título conferido ao sutra por esta escola budista e pela interpretação do texto do segundo capítulo, "Meios", onde o Buda Sakyamuni declara que, até a exposição do Sutra do Lótus, teria se utilizado de meios para ensinar os seres vivos e que, somente com a transmissão do Sutra do Lótus, ele iria revelar a verdade do Darma. Considera-se que o "Sutra dos infinitos significados" (Muryogui kyo) seja seu prefácio e que o "Sutra do bodisatva universalmente meritório", em japonês Fugen Kyo, seja sua conclusão. Nitiren propôs a recitação do mantra Namu Myoho Rengue Kyo, ou "Refugio-me no Sutra do Lótus", como fórmula  para se chegar à iluminação espiritual.